# Chen Jing
Chen Jing (n. 20 septembrie 1968, Wuhan, Republica Populară Chineză) este o jucătoare de tenis de masă ce a reprezentat Republica Populară Chineză, medaliată olimpică. A participat la 3 ediții ale Jocurilor Olimpice (1988, 1996, 2000) în care a câștigat o medalie de aur, două medalii de argint și o medalie de bronz.